# 锦香草
锦香草（学名：Phyllagathis cavaleriei），为野牡丹科锦香草属下的一个种。

## 扩展阅读
維基物種上的相關：锦香草